# Fulton (Texas)
Pour les articles homonymes, voir Fulton.
La ville de Fulton est située dans le comté d'Aransas, dans l’État du Texas, aux États-Unis. Sa population s’élevait à 1 358 habitants lors du recensement de 2010, estimée à 1 577 habitants en 2016.

## Source
- (en) Cet article est partiellement ou en totalité issu de l’article de Wikipédia en anglais intitulé « Fulton, Texas » (voir la liste des auteurs).

1. ↑  (en) « Population and Housing Unit Estimates » (consulté le 9 juin 2017)
2. ↑  (en) « Census of Population and Housing » [archive du 26 avril 2015], Census.gov (consulté le 4 juin 2015)